# せんぱいクラブ
『せんぱいクラブ』(Senpai Club)はスウェーデン在住の男女ユニット「makebabi.es(メイクベイビーズ)」によって制作・公開されたWebアニメーション作品であり、2014年1月24日に第1話がYouTube上に公開された。
制作者であるmakebabi.esのエリックとオリビアはジャパニメーションの愛好家であり、キャラクターの設定や演出に至るまでジャパニメーションをオマージュした作品となっている。登場人物の声は、二か月かけて日本語を学んだmakebabi.esの二人が当てている。登場人物のせりふは片言の日本語となっており、英語の字幕が画面下部に表示される形となっている。また、Episode3は80年代の日本のアニメを意識した内容になっている。
日本語版DVDは2015年3月18日にポニーキャニオンからリリースされた。

## あらすじ

### Episode 1
主人公・ど麺罪木は、高校生活初日から遅刻し、あわてて学校へ向かっていたところ、何者かにぶつかり通り過ぎる。罪木にぶつかられた少年は、罵られたにもかかわらず、一目ぼれをしていた。
その後、罪木はぶつかってしまった少年のことを思い出し、彼を探していたところ、せんぱいクラブという謎の部活にたどり着いた。

## 登場人物
ど麺罪木（どめん つみき,Domen Tsumiki）
本作の主人公である、15歳の少女。ピンク色の髪をしたかわいらしい少女だが、第1話の冒頭から「クソ！ファックだ、遅刻」と言うなど、時折汚い言葉を使う。

### せんぱいクラブ関係者
ヒーローせんぱい
青髪の男子生徒で、罪木に気がある。
ロックンロールせんぱい
長髪の男子生徒。第1話の自己紹介でボウルカットせんぱいにさえぎられてしまった。
ボウルカットせんぱい
金髪のボウルカットの男子生徒。告白した相手に贈り物を粗末にされた挙句振られたことが原因で異性に恐怖を抱いている。
バンチョーせんぱい
黒いリーゼントの男子生徒。初対面の罪木を踏みつけながら暴言を吐いた。
お嬢様せんぱい
せんぱいクラブに所属する女子生徒。金髪の縦ロールという髪型や笑い方など、お嬢様キャラクターのステレオタイプのような人物。また、他の女子生徒とは異なるデザインの服装をしている。

### その他
黒川文子
罪木の同級生。先生に恋心を抱いており、告白しようとして胸を触ったりクリスマスのデートで無理やりキスをするなど過激な愛情表現をしてしまう。長い黒髪、眼鏡っ娘、巨乳など萌えを意識したようなキャラクター設定となっており、パンチラや乳揺れといったサービスシーンも存在する。
ネリー・スミス
罪木の同級生。アメリカ人の父と日本人の母を持つハーフで、本編の1年前に家族で帰国するまでアメリカに住んでいたため、変わった喋り方をする。なお、本編中では名前についての言及はなく、ネリー・スミスと言う名称は作者のオリヴィアのTwitter上で明らかになった。
せんせい先生
罪木らのクラスの担任で、生徒に対して毒舌を吐く。文子の愛情表現に苦手意識を持っている。性別についてファンの間で議論が起きていたが、作者のオリヴィアは女性であると答えている。
斉藤君
罪木の同級生で、ネリーとは親しい。
(???)ちゃん
罪木の同級生である金髪の女子生徒で、ネリーとは親しい。なお、このキャラクターの名前は明確には発音されておらず、字幕でも(???)となっているため、便宜上この表記とする。

## 楽曲
「ライトチョコレイトライフラブ」
歌：トビアス・ブラッドフォード(第1話)、ステファニー・クレイン(第2話)
作詞：オリビア・ベルイストローム、エリック・ブラッドフォード/作曲・編曲：エリック・ブラッドフォード
オープニングテーマ。なお、第1話の歌手であるトビアス・ブラッドフォードはエリックの兄である。
「思い出を返します」
歌・作詞・作曲・編曲：エリック・ブラッドフォード
第1話エンディングテーマ。
「Best Fighter」
歌・作曲・編曲：エリック・ブラッドフォード
作詞：オリビア・ベルイストローム、エリック・ブラッドフォード
第2話エンディングテーマ。
「卒業しないで先輩」
歌：サテライトヤング
第3話エンディングテーマ。

## 反響
2014年1月末にYouTube上にEpisode.1（Part 1）が投稿されて間もなく再生回数が90万回を突破するほどの人気作となった。そのシュールで濃厚な世界観と時折見え隠れするジャパニメーションへの愛から、日本においても本作は人気を博している。ロケットニュース24の沢井メグはEpisode1について「どこをどうとっても皆が楽しめる安心の王道アニメのはずなのに、ローラー作戦の如く片っ端から笑いのツボやネタを抑える姿勢にすごさを覚えた」と述べた。また、沢井はアニメの中に登場するせんぱいたちのデザインが『学園ハンサム』の登場人物たちを連想させると述べた。